# Kopsia pauciflora
Kopsia pauciflora är en oleanderväxtart som beskrevs av Joseph Dalton Hooker. Kopsia pauciflora ingår i släktet Kopsia och familjen oleanderväxter. Utöver nominatformen finns också underarten K. p. mitrephora.